# FO Deh 4/4 II (91-96)
De Deh 4/4 II is een elektrische locomotief van de Furka-Oberalp-Bahn (FO). De onderneming maakt tegenwoordig deel uit van de Matterhorn Gotthard Bahn (MGB).

## Geschiedenis
Deze locomotieven werden in de jaren 1970 door Schweizerische Lokomotiv- und Maschinenfabrik (SLM) en Brown, Boveri & Cie (BBC) ontwikkeld en gebouwd voor de Furka-Oberalp-Bahn (FO) als Deh 4/4 II.
Als reservelocomotieven van de serie Ge 4/4 III voor de autotrein door de Furka-basistunnel werden in 1984 twee locomotieven Deh 95 en Deh 96 geleverd. Deze locomotieven werden hiervoor voorzien van luchtremmen. Vroeger werden deze locomotieven ook ingezet met goederentreinen op de Schöllenenbahn naar Göschenen.

## Constructie en techniek
Door problemen met het aluminium frame van de Deh 4/4 I werden deze locomotieven opgebouwd uit een lichtstalen frame. Deze locomotieven hebben ook tandradaandrijving. De locomotief met bagageafdeling heeft twee stuurstanden en wordt tegenwoordig uitsluitend in combinatie met tussen rijtuigen en stuurstandrijtuig gebruikt.

### Tandradsysteem
Deze motorrijtuigen zijn voorzien van het tandradsysteem Abt. Abt is een systeem voor tandradspoorwegen, ontwikkeld door de Zwitserse ingenieur Carl Roman Abt (1850-1933).

### Namen
De Matterhorn Gotthard Bahn (MGB) heeft de volgende namen op de locomotieven geplaatst:
| Nummer | Naam      | Opmerking |
| ------ | --------- | --------- |
| 91     | Göschenen | ex FO 91  |
| 92     | Realp     | ex FO 92  |
| 93     | Oberwald  | ex FO 93  |
| 94     | Fiesch    | ex FO 94  |
| 95     | Andermatt | ex FO 95  |
| 96     | Münster   | ex FO 96  |

## Treindiensten
Deze treinen worden door Matterhorn Gotthard Bahn (MGB) ingezet op de volgende trajecten:
- Brig - Andermatt - Disentis/Mustér
- Andermatt - Göschenen
- (Zermatt -) Visp - Brig

## Foto's

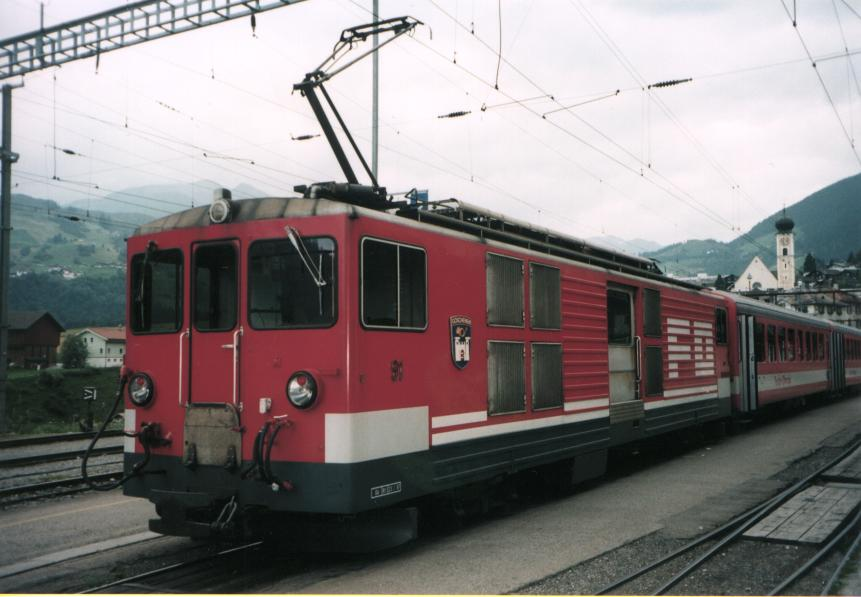
Deh 4/4 91 in Disentis/Mustér

Voormalige spoorwegondernemingen: Furka-Oberalp-Bahn (FO) · Schöllenenbahn (SchB) · Brig-Visp-Zermatt-Bahn (BVZ)